# Dacrila fallax
Dacrila fallax är en skalbaggsart som först beskrevs av Ernst Gustav Kraatz 1856.  Dacrila fallax ingår i släktet Dacrila, och familjen kortvingar. Arten är reproducerande i Sverige.